# بنها للصناعات الإلكترونية
شركة بنها للصناعات الإلكترونية أو مصنع 144 الحربي هي شركة مساهمة حكومية مصرية، إحدى شركات الهيئة القومية للإنتاج الحربي التابعة لوزارة الدولة للإنتاج الحربي، أنشأت سنة 1957 وبدأت نشاطها سنة 1962، تعمل في مجال الصناعات الإلكترونية، تمتلك الشركة مجموعة من المصانع المزودة بأحدث الأجهزة والمعدات ويعمل بها نخبة من الكوادر الفنية ذات الخبرة والكفاءة العالية.
تقوم الشركة بإنتاج أجهزة الاتصال اللاسلكية ذات التردد العالي، التردد العالي جدا، الميكروويف، المحطات اللاسلكية، التحويلات الالكترونية، الحاسبات الشخصية، أجهزة التليفزيون الملون، الفيديو، الراديو كاسيت، أجهزة الاستقبال من الأقمار الصناعية، العدادات الإلكترونية، اللمبات الموفرة للطاقة، شاشات العرض باستخدام الليدات فائقة الإضاءة، وكذلك تصميم و تنفيذ أنظمة التأمين، و الحماية من الصواعق، وأنظمة التحكم الآلى في العمليات الصناعية، والمقلدات، والبوابات الإلكترونية، والدخول في مجال الحلول المتكاملة للمشروعات.

## منتجات الشركة
- تعميق التصنيع المحلى للمكونات تمتلك الشركة مجموعة من المصانع لتصنيع المنتجات الوسيطة

(الصناعات المغذية) مثل تصنيع الدوائر المطبوعة ذات الوجه الواحد و الوجهين و متعددة الطبقات، دوائر السلك الملفوف، الملفات و المحولات، الهياكل المعدنية و الآجزاء الميكانيكية، أعمال الطلاء و الدهان بأنواعه المختلفة الأجزاء المعدنية و البلاستيكية.
- ضمان الجودة :- تتم عمليات الفحص والاختبار لمنتجات الشركة طبقا للمواصفات القياسية العالمية باستخدام أحدث محطات و أجهزة الاختبار التي تعمل بالحاسب الآلى و الموجودة بمعامل القياسات الميكانيكية، معامل التحاليل والاختبارات الكيميائية، معامل الاختبارات البيئية.
- معمل المعايرة المركزي :- أنشأت الشركة هذا المعمل لمعايرة كافة أجهزة القياس الكهربية والإلكترونية و هذا المعمل معتمد طبقا للمواصفة القياسية ISO-17025 من المجلس الوطني لاعتماد المعامل.
- مركز البحوث و التطوير :- نظرا للتطور السريع في مجال الصناعات الإلكترونية فقد أنشأت الشركة هذا المركز وزودته بالأجهزة و المعدات وبرامج التصميم باستخدام الحواسب الآلية، ووفرت له الكوادر الفنية المدربة و ذلك لتطوير منتجات الشركة القائمة، والوصول إلى تصميم منتجات جديدة.
- مركز إصلاح الكروت : وهو مركز متخصص تتوفر به إمكانية إصلاح جميع أنواع الكروت، و أجهزة القياس المختلفة.

## وصلات خارجية
- الموقع الرسمي للشركة.